# Iferhounène
Iferhounène (en berbère : At IFERHOUNENE, en caractères tifinaghs : ⴰⵜ ⵢⴻⵜⵙⵓⵔⴰⵖ, en arabe : إفرحونن) est une Daira et commune de la wilaya de Tizi Ouzou en Algérie. Elle est située à 8 km au sud-est d'Ain El Hammam et à 60 km environ au sud-est de Tizi Ouzou dans la région de Kabylie.

## Géographie

### Localisation
La commune d'Iferhounene est située dans le massif central de Djurdjura, au sud-est de la wilaya de Tizi Ouzou, à la limite de la wilaya de Bouira et la wilaya de bejaia. Le territoire de la commune est délimité :
|                   | Aït Yahia, Imsouhal | Illoula Oumalou  |
| Akbil, Abi Youcef | Iferhounene         | Illilten         |
|                   | Wilaya de Bouira    | wilaya de bejaia |

Illoula Oumalou

### Villages de la commune
La commune d'Iferhounène est composée de 24 villages:
- Ahdouche (Aḥḍuc)
- Aït Ali Ou Yahia (At Ɛli Uyeḥya)
- Aït Arbi (At Ɛerbi)
- Aït Enzar (At Nzar)
- Aït El Mansour (At l mansur)
- Aït Hamou (At Ḥemmu)
- Aït Idir Ouali (At Yidir Waɛli)
- Aït Saci (At Sasi)
- Aït Yha ouameur (At Yḥa Waɛmer)
- Béchar (Beccar)
- Bouaïdel (Buɛidel)
- Ibelkissène (Ibelqisen)
- Ikhdachen (Ixdacen)
- Iverver (Iberber)
- Iferhounène (Iferhunen), chef-lieu de la commune
- Imzouagh
- Menia (Mmniɛ)
- Lazib (Laɛzib At Ɛli)
- Soumeur
- Taourirt Ali Ou Naceur (Tawrirt Ɛli Wnaser)
- Tikilsa
- Tiqaâtine
- Tirourda (Tirurda)
- Takhlijth ath atsou

## Histoire
La commune d’Iferhounéne correspond au territoire de la tribu kabyle des Aṭ Itsouragh, tribu puissante du Djurdjura qui tiendra tête à tous les envahisseurs.
Époque ottomane : cette commune ne sera jamais occupée par les turcs et fera partie du Royaume de Koukou, la tribu Aṭ Itsouragh a fourni beaucoup d’hommes pour combattre les espagnols aux côtés des turcs. Après de nombreuses victoires, les turcs seront à leur tour victimes des kabyles.
Expéditions Françaises : La commune va participer à Bataille du col de Chellata en 1857. La bataille se situe près du village de Mezeguene, qui fut détruit à cette occasion, dans l'actuelle commune de Illoula Oumalou. Les villageois ont fortifié le col mais ils sont écrasés par la supériorité de l'armée française.
Iferhounene sera occupée le 9 juillet 1857 par les troupes françaises, commandées par les généraux Joseph Vantini, Pierre Hippolyte Publius Renault et Patrice de Mac Mahon.
À la suite de l'insurrection des tribus du Cheikh El Mokrani en 1871, la commune a activement participé à la révolte, ce qui a conduit à la déportation d’hommes vers le bagne de Nouvelle-Calédonie. Le premier convoi de Kabyles se fera en 1874, par bateau à voile "Le Loire". À bord se trouvent quarante Kabyles condamnés à la déportation simple (sur l'île) et un français condamné à vie à la forteresse (communard).
Guerre d’Algérie : Le 4 novembre 1956, la 2e compagnie du 6ème BCA est établie à quelques mètres du village.
Le 28 décembre 1956, plusieurs événements se sont produits:
Harcèlement du poste de la 2e compagnie du 6BCA de Iferhounène par un groupe de maquisards estimé à une trentaine, tirant des premières maisons du village, au pistolet-mitrailleur, au fusil de guerre et au fusil de chasse. Un harcèlement qui a duré une dizaine de minutes.
Dès les premières rafales le chasseur alpin Albert Chambron de la 2e compagnie, appelé de la classe 55/2.C était tué de deux balles à la tête.
Le canonnier Claude Bisson, détaché de la 3e batterie du 2/93ème RAM était blessé d’une balle à la cuisse. Des dégâts étaient occasionnés aux baraques et aux véhicules militaires de la garnison.
Le 29 décembre 1956, il y avait dix civils blessés dans le village dont Said Ath Ahmed qui est décédé le 30 décembre 1956 à l'hôpital de Aïn El Hammam.
Le 30 décembre de la même année, la totalité de la population du village est évacuée sur l'ordre du commandant de quartier Favier .
La commune d'Iferhounene compte environ 1600 chouhadas du 1954 au 1962. Il s'agit d'une commune qui a combattu farouchement l’armée française. En cette période l, ALN  est très actif sur le terrain.

## Personnalités liées à la commune
- Yaha Abdelhafidh est né en 1933 à Takhlijt Ath Atsou, un hameau de Kabylie, dans une famille très tôt mobilisée contre la colonisation française en Algérie. Officier de l'Armée de libération nationale (Front de libération nationale) en Kabylie lors de l'indépendance, Si Abdelhafidh a été un des fondateurs du Front des forces socialistes (FFS) et surtout négociateur en chef au nom de ce mouvement avec le régime de Ben Bella, puis les hommes du 19 juin. Fin 1965, il part en exil où il poursuit sa lutte politique. Il rentre en Algérie en 1989.

Auteur de ses mémoires: 
- Le FFS contre la dictature.
- Ma guerre d'Algérie Au cœur des maquis de Kabylie (1954-1962) décédé le 24 janvier 2016 (82 ans)
Paris.
- Lalla Fatma N'Soummer, combattante qui a dirigé la résistance Kabyle dans les années 1850 contre l'occupation française, née à Soummeur en 1830, arrêtée le 27 juillet 1857 au village Takhlijt Aṭ Atsou. Lalla Fatma N'Soummer est née dans le village de Ouerdja dont elle est originaire dans l'Ârch des Aṭ Bouyoucef. Elle a vécu pendant certains temps à Soummer chez son frère.
- Cherif Kheddam : auteur, chanteur, compositeur et poète d'expression kabyle, né en 1927 au village At Boumessaoud, et mort le 23 janvier 2012 à Paris des suites d'une maladie chronique.
- Taleb Rabah, de Tizit
- Si Hadj Mohand Tayeb, Exegete, traducteur du Coran en Tamazight(Iferhounene)
- Cid Messoudi, auteur, chanteur, compositeur, décédé en 2008, du village Aṭ Yehya Uamar .
- Madi Mahdi, bassiste au sein du groupe Abranis et membre fondateur du groupe Syphax, du village Bouaïdel.
- Rachid Aṭ Chekdid, auteur chanteur, compositeur du village Aṭ Arbi.
- Si Hadj Mohand Abdenour, Journaliste ecrivain chez l'Harmattan(France) Casbah Edition, Medias Index(Algerie), Academia.edu, Amazon(USA)
- Marzouk Hamiane, journaliste, comédien, chanteur au sein du groupe Debza, originaire du village Aṭ Arbi.
- Abdelkrim Messailli, écrivain et chercheur, auteur des ouvrages de littérature suivants : La nuit au bout du tunnel, Ifuk yiḍ Ur yuli wass, La Kabylie entre Histoire, mythes et réalités. Di ta3wint n yimezwura-nnegh, Ajemmu3 n 3200 n yinzan n teqbaylit, À la source de nos ancêtres, Recueil de 3200 proverbes et dictons kabyles. Abdelkrim Messailli est originaire du village Ait Hamou.
- Maillisse Messaili, auteure de l'ouvrage de littérature suivant : Deg ta3wint n yimezwura-nnegh, taḥawact n 200 n tmese3ṛaq n teqbaylit, deg ta3wint n timmawlit. Maillisse Messaili est à 12 ans, la plus jeune écrivaine d'Afrique. Elle est originaire du village Ait Hamou.
- Abbes Hamadene : conseiller politique de Hocine Aït Ahmed. Intellectuel, titulaire de plusieurs diplômes universitaires (maîtrise de droit à l'Université Mouloud Mammeri de Tizi-Ouzou, 3e cycle économie financière à Kolea, thèse de 3e cycle en histoire contemporaine à l'Université de la Sorbonne, 3e cycle en économie sociale. Militant pour la démocratie, la culture et l'identité Berbères depuis 1980.
- Mohand U Amer Ait Said, poète auteur, compositeur du village Tirourda.
- Si Hadj Mohand Arezki, chef du cabinet du ministre  de la justice et chercheur en droit, ex-procureur du tribunal de Bir Mourad Rais.
- Salim Madour, artiste peintre et sculpteur du village bouaidel
- Ait Hamou Belkacem, ancien journaliste et animateur à la radio chaîne 2 kabyle, écrivain et ancien cadre d'État au Ministère de l'Éducation nationale (Algérie), chargé de l'information, né en 1948 et originaire du village Aṭ Arbi.
- Nasser Mehloub, est un chanteur, auteur compositeur. Son album sorti en 2023 contient 6 chansons en langue kabyle. Nasser Mehloub est originaire du village Ikhedachen.
- Cherikh Hamid chanteur , auteur, du village Tikilsa .